# Nikola (ime)
Nikola je osobno ime, u hrvatski jezik dolazi od latinskog Nicolaus, izvorno od grčkog Nikolaos, sastoji se od dvije riječi: nike (pobjeda) i laos (narod). U Hrvatskoj se sv. Nikola štuje kao zaštitnik pomoraca i djece, tako je običaj da se 6. prosinca na blagdan sv. Nikole daruju djeca. Sveti Nikola Tavelić je prvi hrvatski svetac.
Hrvatska muška imena Nike, Niko, Nikica, Nikša, Nino i Ninoslav te ženska imena: Nikoleta i Nikolina izvedenice su imena Nikola. Ime je u zapadnom svijetu poznatije kao Nicholas, a u ovom obliku je rasprostranjeno u Hrvatskoj, Makedoniji, Bugarskoj, Crnoj Gori i Srbiji. U Češkoj se koristi kao muško i žensko ime, a u Poljskoj i Slovačkoj samo kao žensko ime.

## Poznate osobe
- sv. Nikola, svetac katoličke i pravoslavne Crkve, biskup, zaštitnik djece i pomoraca.
- Nikola I., ruski car
- Nikola I., papa
- Nikola I. Petrović, knjaz i kralj Crne Gore
- Nikola II., ruski car
- Nikola II., papa
- Nikola III., papa
- Nikola IV., papa
- Nikola V., papa
- Nikola V., protupapa
- Nikola Abrusjanić, hrvatski graditelj
- Nikola Andrić, hrvatski kazališni djelatnik
- Nikola Badovinac, hrvatski političar
- Nikola Bačić, hrvatski brodovlasnik
- Nikola Bašić, hrvatski arhitekt
- Nikola Bilišić Grgurov, hrvatski graditelj
- Nikola Bilišić Bilišin, hrvatski graditelj
- Nikola Blažev, hrvatski graditelj
- Nicollò Boccasino, papa Benedikt XI.
- Nikola Božidarević, hrvatski slikar
- Nikolas Breakspear, papa Hadrijan IV., jedini papa Englez
- Nikola Bunić, hrvatski pjesnik i političar
- Nikola Damascenski, grčki povjesničar i filozof
- Nikola Divnić, hrvatski biskup
- Nikola Erdödy, hrvatski ban
- Nikola Faller, hrvatski dirigent i skladatelj
- Nikola Fink, hrvatski zoolog
- Nikola Firentinac, talijanski graditelj i kipar
- Nikola Frankopan, knez, hrvatski ban
- Nikola Gruevski, makedonski političar
- Nikola Iločki, ban "cijele Slavonije" i kralj Bosne
- Nikola Jerkan, hrvatski nogometni reprezentativac
- Nikola Jonkov Vapcarov, makedonski pjesnik
- Nikola Jorgić, srpski ratni zločinac
- Nikola Jurčević, hrvatski nogometni reprezentativac
- Nikola Jurišić, senjski velikaš, hrvatski vojskovođa
- Nikola Kalinić, hrvatski nogometni reprezentativac
- Nikola Karabatić, francuski rukometni reprezentativac
- Nikola Karev, bugarski i makedonski političar
- Nikola Kljusev, makedonski političar
- Nikola Kopernik, poljski astronom
- Nikola Kujundžić, hrvatski književnik
- Nikola Kuzanski, njemački kardinal i filozof
- Nikola Lovrin, hrvatski graditelj
- Nikola Mandić, hrvatski političar
- Nikola Mašić, hrvatski slikar
- Nikola Martinovski, makedonski slikar
- Nikola Mihavović, hrvatski iseljenik u Argentini, brodovlasnik
- Nikola Miličević, hrvatski redovnik i astronom
- Nikola Milićević, hrvatski pjesnik
- Nikola Modruški, hrvatski humanist, biskup senjski i modruški
- Nikola Nalješković, hrvatski književnik
- Nikola Nimac, hrvatski reprezentativac u skeletonu
- Nikola Obreshkov, bugarski matematičar
- Nikola D. Pavić Hortenzije, hrvatski pjesnik
- Nikola Pavić, hrvatski pjesnik
- Nikola Pašić, srpski političar
- Nikola Pilić, hrvatski tenisač
- Nikola Plećaš, hrvatski košarkaš
- Nikola Pokrivač, hrvatski nogometni reprezentativac
- Nikola Ratkaj, hrvatski svećenik i misionar
- Nikola Reiser, hrvatski slikar
- Nikola Strajnić, srpski književnik
- Nikola Šafarić, hrvatski nogometni reprezentativac
- Nikola Šop, hrvatski pjesnik
- Nikola Špirić, srpski političar u BiH
- Nikola Šubić Zrinski, hrvatski državnik i vojskovođa
- Sveti Nikola Tavelić, prvi hrvatski svetac
- Nikola Tanhofer, hrvatski filmski snimatelj i redatelj
- Nikola Tesla, hrvatski znanstvenik
- Nikola Tomašić, hrvatski ban
- Nikola Vitov Gučetić, dubrovački plemić
- Nikola Vučković, hrvatski akademski slikar
- Nikola Vujčić, hrvatski košarkaški reprezentativac
- Nikola Vujčić, hrvatski pjesnik
- Nikola Vukčević, crnogorski redatelj
- Nikola Zdenčaj, hrvatski političar
- Nikola Zrinski, hrvatski ban
- Nikola Žigić, srpski nogometaš
- Nikola Živanović, srpski novinar
- Niko Milićević, hrvatski književnik

### Na svjetskim jezicima
Ime Nikola na svjetskim jezicima
- albanski jezik: Nikolla, Nishi
- arapski jezik: Nicola, نقولا.
- armenski jezik: Նիկողայոս (Nikoġayos), Նիկողոս (Nikoġos)
- baskijski jezik: Nikolas
- bugarski jezik: Никола, Николай
- katalonski jezik: Nicolau, Micolau
- kineski jezik: 尼古萊 (Nígŭlái)
- engleski jezik: Nicholas, Nicolas
- češki jezik: Mikuláš, Mikoláš, Nikola
- danski jezik: Niels, Niklas
- nizozemski jezik: Nicolaas
- estonski jezik: Nicholas
- finski jezik: Niilo, Niko
- francuski jezik: Nicolas
- galicijski jezik: Nicolau
- gruzijski jezik: ნიკოლოზ (Nikoloz)
- njemački jezik: Nikolaus, Klaus
- grčki jezik: Νικόλαος (Nikolaos)
- mađarski jezik: Miklós
- islandski jezik: Nikulás
- irski jezik: Níoclas, Cóilín, Nicolás
- talijanski jezik: Nicola, Niccolò
- japanski jezik: ニコラス (Nikorasu)
- korejski jezik: 니콜라스 (Nikolaseu)
- latinski jezik: Nicolaus
- latvijski jezik: Niklāvs
- litavski jezik: Mikalojus, Mikas
- donjonjemački jezik: Nickel, Klaas
- luksemburški jezik: Nicolas
- norveški jezik: Nils
- poljski jezik: Mikołaj
- portugalski jezik: Nicolau
- rumunjski jezik: Nicolae
- ruski jezik: Николай (Nikolai)
- škotski jezik: Nicol, Neacail
- srpski jezik: Никола (Nikola)
- slovački jezik: Mikuláš
- slovenski jezik: Miklavž, Nikolaj
- španjolski jezik: Nicolás
- švedski jezik: Nils, Nikolaus
- tajlandski jezik: นิโคลัส
- ukrajinski jezik: Микола (Mykola), Миколай (Mykolai)